# Biharamulo
Biharamulo es un valiato de Tanzania perteneciente a la región de Kagera.
En 2012, el valiato tenía una población de 323 486 habitantes.
El valiato se ubica en el sur de la región, a medio camino entre Burundi y el lago Victoria. La localidad de Biharamulo se ubica en el cruce de la carretera B8 que une Bukoba con Kigoma y la carretera B163 que lleva a Mwanza.

## Subdivisiones
Se divide en quince katas:
- Biharamulo Mjini
- Bisibo
- Kabindi
- Kalenge
- Kaniha
- Lusahunga
- Nemba
- Nyabusozi
- Nyakahura
- Nyamahanga
- Nyamigogo
- Nyantakara
- Nyarubungo
- Runazi
- Ruziba